# September 2011
| September 2011 |
| Månader under 2011: Januari · Februari · Mars · April · Maj · Juni · Juli · Augusti · September · Oktober · November · December ← December 2010 · Januari 2012 → |

## Händelser

### 7 september
- Flygolyckan i Jaroslavl 2011 inträffar.

### 15 september
- I Danmark hålls val till Folketinget där det röda blocket segrar över det regerande borgerliga blocket. När de röda några veckor senare förväntas bilda regering blir de danska socialdemokraternas partiledare Helle Thorning-Schmidt Danmarks första kvinnliga statsminister.

### 19 september
- Ett kraftigt jordskalv på gränsen mellan Indien och Nepal kräver minst 63 människors liv.

### 20 september
- En kraftig explosion inträffar i Turkiets huvudstad Ankara utanför ett myndighetskontor. Totalt dödas nio personer och över 30 personer skadas. Inrikesminister Idris Naim Sahin bekräftar att det var ett terrordåd.
- Ett tåg i Tyskland kolliderar med en bil. Femtio personer skadas, varav nio allvarligt.

### 23 september
- Annie Lööf blir ny partiledare för Centerpartiet efter Maud Olofsson.[1]
- Palestinska myndigheten lämnar in ansökan om medlemskap i Förenta nationerna.